# Gare de Zenata
La gare de Zenata est une gare ferroviaire marocaine en projet qui sera située à Zenata, à l'est de Casablanca.
Cette gare se situera dans une écocité, dont les premiers éléments ont été livrés en 2016 et dont la deuxième phase est prévue en 2023.
La gare accueillera un trafic de TGV ; elle assurera aussi des liaisons de fret vers Ain Sebaa et Roches-Noires et permettra le contournement ferroviaire de Casablanca vers Bouskoura.